# Urselia Díaz

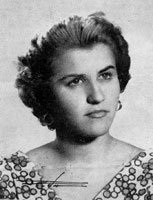
Urselia Díaz

Urselia Díaz Báez (* 21. Februar 1939 in Havanna; † 3. September 1957 ebendort) war ein Mitglied der revolutionären Bewegung des 26. Juli, die im Alter von 18 Jahren bei der vorzeitigen Explosion einer Bombe starb, die sie in einem Kino deponieren wollte. Von der kubanischen Regierung unter Fidel und Raúl Castro wird sie seit der Revolution 1959 als Heldin verehrt, die als erste Frau den Märtyrertod im Untergrundkampf gegen die Regierung Fulgencio Batistas starb.

## Leben
Díaz wuchs in einer Arbeiterfamilie im östlichen Außenbezirk Guanabacoa der Hauptstadt Havanna als Tochter von Roberto Díaz und Ofelia Báez auf. Nach Abschluss der Mittelschule in Guanabacoa besuchte sie das weiterführende staatliche Instituto de La Habana, um dort die für ihr geplantes Medizinstudium erforderliche Hochschulreife zu erwerben, von der sie im September 1957 noch das abschließende fünfte Studienjahr trennte. Gemeinsam mit ihrem Freund Antonio „Tony“ Briones entschied sie sich nach zunächst friedlichen Protestaktionen für den gewaltsamen Widerstand gegen die diktatorische Regierung Batistas. Briones musste aufgrund des Verfolgungsdrucks Anfang 1957 ins Exil gehen und beide schlossen sich der Bewegung des 26. Juli an, deren Gründer Fidel Castro zu dieser Zeit in der ostkubanischen Sierra Maestra mit seiner noch kleinen Rebellenarmee einen Guerillakrieg führte. Urselia Díaz hatte sich bereits mit der Ausführung zahlreicher Aufträge für die Bewegung bewährt, bevor sie in die Abteilung „Aktion und Sabotage“ aufgenommen wurde. Sie führte mehrere Terroranschläge aus, darunter auf eine Bar und ein belebtes Kaufhaus (beide in der Altstadt von Havanna).

## Bombenanschlag
Am Abend des 3. September 1957 besuchte Díaz mit Antonio Sánchez Gómez, einem in den Anschlagsplan eingeweihten Kampfgefährten, das im Stadtzentrum Havannas gelegene Kino América. Angesichts der laufenden Terrorwelle wurde er am Eingang einer Leibesvisitation unterzogen, während sie nur ihre Handtasche kontrollieren lassen musste. Unter ihrem weiten Rock versteckte sie eine Bombe, die mit einem Zeitzünder versehen war. Gemeinsam mit ihrem Komplizen sollte sie die Bombe im Zuschauersaal zur Explosion bringen, die zeitgleich mit zwei Bombenexplosionen in anderen Kinos der Innenstadt erfolgen sollte, mit denen weitere Paare beauftragt waren. Während der laufenden Vorstellung verließ Díaz den Zuschauersaal und suchte die Damentoilette auf, um dort den Zeitzünder der Bombe für die geplante Explosion zu aktivieren. Kurz nachdem sie dort eingetroffen war, explodierte die Bombe bereits in ihren Händen und tötete sie. Außer ihr selbst kamen keine weiteren Menschen zu Schaden. Der Bombenanschlag war als Protest gegen die von der Regierung organisierten Feierlichkeiten aus Anlass des am Folgetag als „Tag des Soldaten“ begangenen 24. Jahrestags des von Batista angeführten Sturzes von Diktator Gerardo Machado gedacht. Er stand in einer Reihe von zahlreichen terroristischen Gewaltakten wie Anschlägen auf Kaufhäuser, Unterhaltungsstätten oder auch Stromleitungen, sowie Attentate und Entführungen, die 1957 und 1958 von der Abteilung „Sabotage und Aktion“ der Bewegung des 26. Juli sowie von anderen Organisationen in den Städten Kubas durchgeführt wurden, während die verschiedenen Guerillaeinheiten in den Bergen kämpften.

## Ehrendes Andenken
An der Fassade des bis heute genutzten Kinos befindet sich eine am 3. September 1959 enthüllte Gedenktafel ihrer Kampfgenossen der Revolutionsbewegung des 26. Juli, auf der festgehalten ist, dass Díaz „heldenhaft gegen die Tyrannei kämpfend gestorben“ sei.
Später wurde eine staatliche Druckerei in Havanna sowie eine universitäre Zweigstelle zur Ärzteausbildung in Banes nach ihr benannt.